# Honduras en la clasificación de Concacaf para la Copa Mundial de Fútbol de 1986
La selección de fútbol de Honduras fue uno de los diecisiete equipos nacionales que participaron en la Clasificación de Concacaf para la Copa Mundial de Fútbol, en la cual definieron representantes para la Copa Mundial de Fútbol de 1986 que se desarrollaría en México.
Honduras inició en la fase preliminar enfrentando a Panamá, rival que superó fácilmente tras derrotarlos 3-0 y 1-0. Después entró al Campeonato de Naciones y fue ubicado en el grupo A junto a El Salvador y Surinam, donde empató y derrotó a ambas selecciones, incluida la victoria ante El Salvador como visitante.
Después de ser líder de grupo, entró a la ronda final que era una triangular contra Canadá y Costa Rica, donde empató y derrotó a Costa Rica y perdió los dos juegos ante Canadá, siendo eliminado para jugar la Copa Mundial.

## Sede
| Tegucigalpa                     |
| ------------------------------- |
| Estadio Nacional de Tegucigalpa |
| Capacidad: 50 000 espectadores  |
|                                 |

## Jugadores
| #    | Posición       | Nombre                  | Club               |
| ---- | -------------- | ----------------------- | ------------------ |
| 1    | Portero        | Julio César Arzú        | Real España        |
| 2    | Portero        | Belarmino Rivera        | Olimpia            |
| 3    | Portero        | Salomón Nazar           | Vida               |
| 4    | Defensa        | Allan Costly            | Real España        |
| 5    | Defensa        | Daniel Zapata           | Olimpia            |
| 6    | Defensa        | Efraín Gutiérrez        | Vida               |
| 7    | Defensa        | Domingo Drummond        | Platense           |
| 8    | Defensa        | Jaime Villegas          | Real España        |
| 9    | Centrocampista | Francisco Javier Toledo | Olimpia            |
| 10   | Centrocampista | Gilberto Yearwood       | Celta de Vigo      |
| 11   | Centrocampista | Ramón Maradiaga         | Alianza            |
| 12   | Centrocampista | Juan Carlos Espinoza    | Olimpia            |
| 13   | Centrocampista | Danilo Galindo          | Vida               |
| 14   | Centrocampista | Juan Cruz               | Pumas UNAH         |
| 15   | Centrocampista | Jimmy Bailey            | Real España        |
| 16   | Centrocampista | Matilde Lacayo          | Vida               |
| 17   | Centrocampista | Salvador Bernárdez      |                    |
| 18   | Delantero      | José Roberto Figueroa   | Real Murcia        |
| 19   | Delantero      | Celso Güity             | Olimpia            |
| 20   | Delantero      | Eduardo Laing           | Platense           |
| 21   | Delantero      | Carlos Caballero        | Olimpia            |
| 22   | Delantero      | Porfirio Betancourt     | St. Louis Steamers |
| 23   | Delantero      | José Enrique Mendoza    | Vida               |
| 24   | Delantero      | Richardson Smith        | Vida               |
| Ent. | Chelato Uclés  | Chelato Uclés           | Chelato Uclés      |

## Resultados

### Fase preliminar
| 15 de junio de 1984 | Panamá | 0:3 (0:0) | Honduras                     | Estadio Colón, Colón                                          |                                                               |
|                     |        |           | Figueroa 50' 78' · Laing 71' | Asistencia: 10 000 espectadores Árbitro(s): José Carlos Ortiz | Asistencia: 10 000 espectadores Árbitro(s): José Carlos Ortiz |

| 24 de junio de 1984 | Honduras     | 1:0 (0:0) (Global 4:0) | Panamá | Estadio Nacional, Tegucigalpa                               |                                                             |
|                     | Figueroa 67' |                        |        | Asistencia: 38 000 espectadores Árbitro(s): Gus Constantine | Asistencia: 38 000 espectadores Árbitro(s): Gus Constantine |

### Grupo 1
| Equipo      | Pts. | PJ | PG | PE | PP | GF | GC | Dif |
| ----------- | ---- | -- | -- | -- | -- | -- | -- | --- |
| Honduras    | 6    | 4  | 2  | 2  | 0  | 5  | 3  | 2   |
| El Salvador | 5    | 4  | 2  | 1  | 1  | 7  | 2  | 5   |
| Surinam     | 1    | 4  | 0  | 1  | 3  | 2  | 9  | -7  |

| 3 de marzo de 1985 | Surinam     | 1:1 (1:1) | Honduras  | Estadio Nacional, Tegucigalpa                                |                                                              |
|                    | Klinker 32' |           | Laing 40' | Asistencia: 42 000 espectadores Árbitro(s): Mamerto Negreros | Asistencia: 42 000 espectadores Árbitro(s): Mamerto Negreros |

| 6 de marzo de 1985 | Honduras        | 2:1 (1:0) | Surinam      | Estadio Nacional, Tegucigalpa                                  |                                                                |
|                    | Figueroa 9' 58' |           | Stjewart 86' | Asistencia: 38 000 espectadores Árbitro(s): Carlos Luis Alfaro | Asistencia: 38 000 espectadores Árbitro(s): Carlos Luis Alfaro |

| 10 de marzo de 1985 | El Salvador | 1:2 (0:1) | Honduras              | Estadio Cuscatlán, San Salvador                         |                                                         |
|                     | Rivas 64'   |           | Bailey 1' · Laing 77' | Asistencia: 59 000 espectadores Árbitro(s): David Socha | Asistencia: 59 000 espectadores Árbitro(s): David Socha |

| 14 de marzo de 1985 | Honduras | 0:0 | El Salvador | Estadio Nacional, Tegucigalpa                                   |  |
|                     |          |     |             | Asistencia: 50 000 espectadores Árbitro(s): Antonio Evangelista |  |

### Ronda final
| Equipo     | Pts. | PJ | PG | PE | PP | GF | GC | Dif |
| ---------- | ---- | -- | -- | -- | -- | -- | -- | --- |
| Canadá     | 6    | 4  | 2  | 2  | 0  | 4  | 2  | 2   |
| Honduras   | 3    | 4  | 1  | 1  | 2  | 6  | 6  | 0   |
| Costa Rica | 3    | 4  | 0  | 3  | 1  | 4  | 6  | -2  |

| 11 de agosto de 1985 | Costa Rica                   | 2:2 (1:2) | Honduras                            | Estadio Nacional, San José                                |                                                           |
|                      | Solano 19' · J. Williams 80' |           | Figueroa 8' (pen.) · Betancourt 23' | Asistencia: 20 043 espectadores Árbitro(s): David Bellion | Asistencia: 20 043 espectadores Árbitro(s): David Bellion |

| 25 de agosto de 1985 | Honduras | 0:1 (0:0) | Canadá    | Estadio Nacional, Tegucigalpa                                |                                                              |
|                      |          |           | Pakos 60' | Asistencia: 40 000 espectadores Árbitro(s): Charles Marshall | Asistencia: 40 000 espectadores Árbitro(s): Charles Marshall |

| 8 de septiembre de 1985 | Honduras                                 | 3:1 (1:1) | Costa Rica   | Estadio Nacional, Tegucigalpa                                 |                                                               |
|                         | Betancourt 40' · Figueroa 51' 56' (pen.) |           | Guimarães 7' | Asistencia: 45 000 espectadores Árbitro(s): Richard Ramcharan | Asistencia: 45 000 espectadores Árbitro(s): Richard Ramcharan |

| 14 de septiembre de 1985 | Canadá                  | 2:1 (1:0) | Honduras       | Parque Rey Jorge V, San Juan de Terranova                 |                                                           |
|                          | Pakos 15' · Vrablic 61' |           | Betancourt 49' | Asistencia: 13 000 espectadores Árbitro(s): Rómulo Méndez | Asistencia: 13 000 espectadores Árbitro(s): Rómulo Méndez |

## Estadísticas

### Clasificación general
| Pos. | Selección             | Pts. | PJ | PG | PE | PP | GF | GC | Dif | Rend. |
| ---- | --------------------- | ---- | -- | -- | -- | -- | -- | -- | --- | ----- |
| 1    | Canadá                | 13   | 8  | 5  | 3  | 0  | 11 | 4  | 7   | 81.3% |
| 2    | Honduras              | 13   | 10 | 5  | 3  | 2  | 15 | 9  | 6   | 65%   |
| 3    | El Salvador           | 9    | 6  | 4  | 1  | 1  | 15 | 2  | 13  | 75%   |
| 4    | Costa Rica            | 9    | 8  | 2  | 5  | 1  | 10 | 8  | 2   | 56.3% |
| 5    | Estados Unidos        | 8    | 6  | 3  | 2  | 1  | 8  | 3  | 5   | 66.7% |
| 6    | Guatemala             | 5    | 4  | 2  | 1  | 1  | 7  | 3  | 4   | 62.5% |
| 7    | Surinam               | 3    | 6  | 1  | 2  | 3  | 4  | 10 | -6  | 25%   |
| 8    | Antigua y Barbuda     | 2    | 2  | 1  | 0  | 1  | 2  | 5  | -3  | 50%   |
| 9    | Haití                 | 2    | 6  | 1  | 0  | 5  | 5  | 11 | -6  | 16.7% |
| 10   | Guyana                | 1    | 2  | 0  | 1  | 1  | 1  | 2  | -1  | 25%   |
| 11   | Trinidad y Tobago     | 1    | 4  | 0  | 1  | 3  | 2  | 7  | -5  | 25%   |
| 12   | Panamá                | 0    | 2  | 0  | 0  | 2  | 0  | 4  | -4  | 0%    |
| 13   | Antillas Neerlandesas | 0    | 2  | 0  | 0  | 2  | 0  | 4  | -4  | 0%    |
| 14   | Puerto Rico           | 0    | 2  | 0  | 0  | 2  | 0  | 8  | -8  | 0%    |

### Goleadores
| Jugador               |   | PJ |
| --------------------- | - | -- |
| José Roberto Figueroa | 8 | 9  |
| Porfirio Betancourt   | 3 | 4  |
| Eduardo Laing         | 3 | 8  |
| Jimmy Bailey          | 1 | 5  |